# Operador diferencial
Na matemática, um operador diferencial é definido como uma função do operador de diferenciação. É útil, primeiramente por questão de notação, ao considerar diferenciação como uma operação abstrata que recebe uma função e retorna outra função (no estilo de uma função de ordem maior em ciência da computação).
Este artigo considera principalmente operadores lineares, que são o tipo mais comum. Porém, operadores não-lineares, como a derivada Schwarziana, também existem.

## Definição
Assuma que haja uma transformação {\displaystyle A} de um espaço funcional {\displaystyle {\mathcal {F}}_{1}} para outro espaço funcional {\displaystyle {\mathcal {F}}_{2}} e uma função  {\displaystyle f\in {\mathcal {F}}_{2}} tal que {\displaystyle f} é a imagem de {\displaystyle u\in {\mathcal {F}}_{1}}, ou seja, {\displaystyle f=A(u)}. Um operador diferencial é representado como uma combinação linear, finitamente gerada por {\displaystyle u} e suas derivadas de alto grau, tal como
{\displaystyle P(x,D)=\sum _{|\alpha |\leq m}a_{\alpha }(x)D^{\alpha }\ ,}
em que o conjunto de inteiros não-negativos, {\displaystyle \alpha =(\alpha _{1},\alpha _{2},\cdots ,\alpha _{n})}, é um índice múltiplo, {\displaystyle |\alpha |=\alpha _{1}+\alpha _{2}+\cdots +\alpha _{n}}é chamado de comprimento, {\displaystyle a_{\alpha }(x)} são funções em algum domínio aberto em um espaço n-dimensional e  {\displaystyle D^{\alpha }=D^{\alpha _{1}}D^{\alpha _{2}}\cdots D^{\alpha _{n}}\ .}

## Notação
O operador diferencial é denotado por {\displaystyle D} , que representa a ação de tomar a derivada em si, de modo que, dada uma função {\displaystyle y=f(x)} , temos que as representações comuns para a primeira derivada em relação à uma variável x incluem:
{\displaystyle {d \over dx},D,\,D_{x},\,} e {\displaystyle \partial _{x}.}
Quando tomando derivadas de maior grau, n, o operador pode também ser escrito como:
{\displaystyle {d^{n} \over dx^{n}},Dn,{\displaystyle D^{n}\,,}D^{n}\,}e {\displaystyle D_{x}^{n}.\,}
A derivada de uma função {\displaystyle f} de argumento {\displaystyle x} é às vezes dada em uma das seguintes formas:
{\displaystyle [f(x)]'\,\!}, {\displaystyle f'(x).\,\!}
A criação e uso da notação {\displaystyle D} é creditada à Oliver Heaviside, que considerou operadores diferenciais da forma 
{\displaystyle \sum _{k=0}^{n}c_{k}D^{k}}
em seu estudo sobre equações diferenciais.
Um dos operadores diferenciais mais vistos é o operador Laplaciano, definido como
{\displaystyle \Delta =\nabla ^{2}=\sum _{k=1}^{n}{\partial ^{2} \over \partial x_{k}^{2}}.}
Na escrita, seguindo a convenção matemática padrão, o argumento do operador diferencial é usualmente colocado do lado direito do próprio operador. Às vezes, porém, uma notação alternativa é usada: o resultado de aplicar o operador na função do lado esquerdo do operador e do lado direito, e a diferença obtida quando aplicando o operador diferencial à funções de ambos os lados, são denotadas por flechas da maneira seguinte:
{\displaystyle f{\overleftarrow {\partial _{x}}}g=g\cdot \partial _{x}f}
{\displaystyle f{\overrightarrow {\partial _{x}}}g=f\cdot \partial _{x}g}
{\displaystyle f{\overleftrightarrow {\partial _{x}}}g=f\cdot \partial _{x}g-g\cdot \partial _{x}f.}
Tal notação de flecha bidirecional é frequentemente usada para descrever a corrente de probabilidade na mecânica quântica.

## Del
Artigo principal: Del
O operador diferencial del, também chamado de operador nabla, é um importante operador diferencial vetorial. Ele aparece frequentemente na física em locais como a forma diferencial das equações de Maxwell. Nas coordenadas tridimensionais Cartesianas, del é definido como:
{\displaystyle \nabla ={\partial  \over \partial x}\mathbf {\hat {x}} +{\partial  \over \partial y}\mathbf {\hat {y}} +{\partial  \over \partial z}\mathbf {\hat {z}} .}
O del é usado para calcular o gradiente, rotacional, divergente, e o Laplaciano de diversos objetos.

## Adjunto de um operador
Dado um operador diferencial linear {\displaystyle T}
{\displaystyle Tu=\sum _{k=0}^{n}a_{k}(x)D^{k}u},
o adjunto desse operador é definido como o operador {\displaystyle T^{*}} tal que
{\displaystyle \langle Tu,v\rangle =\langle u,T^{*}v\rangle }
onde a notação {\displaystyle \langle \cdot ,\cdot \rangle } é usada para o produto escalar ou produto interno. Esta definição portanto depende da definição de produto escalar.

### Adjunto formal em uma variável
No espaço funcional de funções quadrado-integráveis, o produto escalar é definido como
{\displaystyle \langle f,g\rangle =\int _{a}^{b}f(x)\,{\overline {g(x)}}\,dx,}
onde {\displaystyle {\overline {g(x)}}} é o par conjugado complexo de g(x). Se mais do que isso é adicionada a condição de que f ou g desaparece quando {\displaystyle x\to a} e {\displaystyle x\to b}, pode-se definir o adjunto de T como 
{\displaystyle T^{*}u=\sum _{k=0}^{n}(-1)^{k}D^{k}[{\overline {a_{k}(x)}}u].\,}
Essa fórmula não depende explicitamente da definição de produto escalar. Ela é, portanto, às vezes escolhida como a definição de operador adjunto. Quando {\displaystyle T^{*}} é definido por essa fórmula, é chamado de adjunto formal de T. Um operador autoadjunto (formal) é um operador igual ao seu próprio adjunto (formal). 

### Várias variáveis
Se Ω é o domínio em Rn, e P um operador diferencial em Ω, então o adjunto de P é definido no Espaço Lp L2(Ω) por dualidade de maneira análoga:
{\displaystyle \langle f,P^{*}g\rangle _{L^{2}(\Omega )}=\langle Pf,g\rangle _{L^{2}(\Omega )}}
para todas as funções L2 suaves f, g. Como funções suaves são densas em L2 , isto define o adjunto de um subconjunto L2 denso : P* é um operador densamente definido.

#### Exemplo
O operador de Sturm-Liouville é um exemplo bem conhecido de um operador autoadjunto formal. Este operador diferencial linear de segunda ordem pode ser escrito na forma
{\displaystyle Lu=-(pu')'+qu=-(pu''+p'u')+qu=-pu''-p'u'+qu=(-p)D^{2}u+(-p')Du+(q)u.\;\!}
Essa propriedade pode ser provada usando a definição de adjunto formal acima:
{\displaystyle {\begin{aligned}L^{*}u&{}=(-1)^{2}D^{2}[(-p)u]+(-1)^{1}D[(-p')u]+(-1)^{0}(qu)\\&{}=-D^{2}(pu)+D(p'u)+qu\\&{}=-(pu)''+(p'u)'+qu\\&{}=-p''u-2p'u'-pu''+p''u+p'u'+qu\\&{}=-p'u'-pu''+qu\\&{}=-(pu')'+qu\\&{}=Lu\end{aligned}}}
Esse operador é importante na Teoria de Sturm-Liouville, onde as funções-eigen (análogas a vetores-eigen) desse operador são consideradas.

## Polinômio de Operadores
Como consequência imediata da definição de operadores, podemos escrever
{\displaystyle D(D(y))=D(y')=y''}.
Ou seja:
{\displaystyle D^{2}(y)=y''}.
Generalizando, definimos
{\displaystyle D^{n}(y)=y^{(n)}} como a derivada de {\displaystyle y} de ordem {\displaystyle n}, para qualquer inteiro não negativo.
Podemos agora definir um polinômio de operadores {\displaystyle P(D)=a_{n}D^{n}+a_{n-1}D^{n-1}+...+a_{1}D+a_{0}}, onde
{\displaystyle a_{0},a_{1},...,a_{n-1},a_{n}} são números reais, como:
{\displaystyle (a_{n}D^{n}+a_{n-1}D^{n-1}+...+a_{1}D+a_{0})y=a_{n}y^{(n)}+a_{n-1}y^{(n-1)}+...+a_{1}y^{(1)}+a_{0}y}.

### Operações com polinômios em D
De certa forma é possível realizar operações com polinômios em D da mesma forma que se realiza com polinômios convencionais, estando bem definidas as operações de Adição, Subtração e Multiplicação, como mostrado a seguir:
Sejam {\displaystyle P(D)} e {\displaystyle Q(D)} polinômios em {\displaystyle D}, {\displaystyle \alpha \in \mathbb {R} } e {\displaystyle f} uma função infinitamente diferenciável. Definimos:
1. {\displaystyle (P(D)+Q(D))f=P(D)f+Q(D)f}
2. {\displaystyle (\alpha P(D))f=\alpha P(D)f}
3. {\displaystyle P(D)(Q(D)f)=P(D)Q(D)f}

Observação: a operação de Multiplicação é comutativa, ou seja, {\displaystyle P(D)Q(D)=Q(D)P(D)}.

## Resolução de sistemas de equações diferenciais com operadores
Sistemas de equações diferenciais não muito complexos podem ser resolvidos com Operadores Diferenciais, visto a praticidade de se representar equações diferenciais com os mesmos, e pelo fato de se poder operá-los como polinômios convencionais, ou seja, pode-se operar polinômios em {\displaystyle D} como se fossem coeficientes constantes. No entanto, deve-se lembrar que a operação de Divisão de Operadores não foi definida, logo não se deve dividir operadores diferenciais nos métodos em que estes são úteis para sistemas de equações.

## Anel de operadores diferenciais polinomiais

### Anel de operadores diferenciais polinomiais invariantes
Seja R um anel, e {\displaystyle R\langle D,X\rangle } um anel polinomial não-comutativo em R nas variáveis D e X, e {\displaystyle I} o ideal dual gerado por DX-XD-1, então o anel de operadores diferenciais polinomiais invariantes em R é o anel quociente {\displaystyle R\langle D,X\rangle /I}. Esse é um anel não-comutativo simples. Todos os elementos podem ser escritos de uma forma única como uma combinação R-linear de monômios da forma {\displaystyle X^{a}D^{b}\mod {I}}. Ele suporta um análogo da divisão Euclidiana de polinômios. Módulos diferenciais em {\displaystyle R[X]} (para a derivação padrão) podem ser identificados com módulos em {\displaystyle R\langle D,X\rangle /I}.

### Anel de operadores diferenciais polinomiais multivariantes
Seja R um anel, e {\displaystyle R\langle D_{1},\ldots ,D_{n},X_{1},\ldots ,X_{n}\rangle }um anel polinomial não-comutativo em R nas variáveis {\displaystyle D_{1},\ldots ,D_{n},X_{1},\ldots ,X_{n}}, e {\displaystyle I} o ideal dual gerado pelos elementos {\displaystyle D_{i}X_{j}-X_{j}D_{i}-\delta _{i,j},D_{i}D_{j}-D_{j}D_{i},X_{i}X_{j}-X_{j}X_{i}}para todo {\displaystyle 1\leq i,j\leq n} onde {\displaystyle \delta } é o delta de Kronecker, então o anel de operadores diferenciais polinomiais multivariantes em R é o anel quociente {\displaystyle R\langle D_{1},\ldots ,D_{n},X_{1},\ldots ,X_{n}\rangle /I.}Esse é um anel não-comutativo. Todos os elementos podem ser escritos de uma forma única como uma combinação R-linear de monômios da forma {\displaystyle X_{1}^{a_{1}}\ldots X_{n}^{a_{n}}D_{1}^{b_{1}}\ldots D_{n}^{b_{n}}.}

## Descrição independente de coordenadas
Em geometria diferencial e geometria algébrica, é geralmente conveniente ter uma descrição de operadores diferenciais independente de coordenadas entre dois fibrados vetoriais. Sejam E e F dois fibrados vetoriais em uma superfície diferenciável M. Uma transformação R-linear de seções P: Γ(E) → Γ(F) é dita como sendo um operador diferencial linear de k-ésima ordem se ele é fatorável sobre o fibrado de jet Jk(E). Em outras palavras, existe uma transformação linear de fibrados vetoriais  
{\displaystyle i_{P}:J^{k}(E)\to F}
tal que
{\displaystyle P=i_{P}\circ j^{k}}
onde jk: Γ(E) →Γ(Jk(E)) é a continuação que associa a qualquer parte de E seu k-jet.
Isso significa que para uma dada seção s de E, o valor de P(s) no ponto x ∈ M é inteiramente definido na k-ésima ordem infinitesimal  o comportamento de  s em x. Em particular isso implica que P(s)(x) é determinado pelo germ de s em x, que se expressa ao dizer que todos os operadores diferenciais são locais. 